# U-435
Unterseeboot 435 foi um submarino alemão do Tipo VIIC, pertencente a Kriegsmarine que atuou durante a Segunda Guerra Mundial.
O U-435 esteve em operação entre os anos de 1941 e 1943, realizando neste período 8 patrulhas de guerra, nas quais afundou 13 navios aliados, num total de 57,023 toneladas de arqueação.
Foi afundado por cargas de profundidade lançadas por uma aeronave Wellington a oeste de Figueira, Portugal  no dia 9 de julho de 1943, causando a morte de todos os 48 tripulantes.

## Comandantes
| Comandante                | Data                                      |
| ------------------------- | ----------------------------------------- |
| KrvKpt. Siegfried Strelow | 30 de agosto de 1941 - 9 de julho de 1943 |

## Subordinação
Durante o seu tempo de serviço, esteve subordinado às seguintes flotilhas:
| Período                                       | Flotilha                                   |
| --------------------------------------------- | ------------------------------------------ |
| 30 de agosto de 1941 - 31 de dezembro de 1941 | 5. Unterseebootsflottille (treinamento)    |
| 1 de janeiro de 1942 - 30 de junho de 1942    | 1. Unterseebootsflottille (serviço ativo)  |
| 1 de julho de 1942 - 31 de janeiro de 1943    | 11. Unterseebootsflottille (serviço ativo) |
| 1 de fevereiro de 1943 - 9 de julho de 1943   | 1. Unterseebootsflottille (serviço ativo)  |

## Operações conjuntas de ataque
O U-435 participou das seguinte operações de ataque combinado durante a sua carreira:
- Rudeltaktik Hecht (27 de janeiro de 1942 - 4 de fevereiro de 1942)
- Rudeltaktik Umbau (4 de fevereiro de 1942 - 16 de fevereiro de 1942)
- Rudeltaktik Eiswolf (28 de março de 1942 - 31 de março de 1942)
- Rudeltaktik Robbenschlag (7 de abril de 1942 - 13 de abril de 1942)
- Rudeltaktik Nebelkönig (27 de julho de 1942 - 14 de agosto de 1942)
- Rudeltaktik Ungestüm (11 de dezembro de 1942 - 30 de dezembro de 1942)
- Rudeltaktik Burggraf (24 de fevereiro de 1943 - 5 de março de 1943)
- Rudeltaktik Raubgraf (7 de março de 1943 - 19 de março de 1943)
- Rudeltaktik Trutz (1 de junho de 1943 - 16 de junho de 1943)
- Rudeltaktik Trutz 3 (16 de junho de 1943 - 29 de junho de 1943)
- Rudeltaktik Geier 2 (30 de junho de 1943 - 9 de julho de 1943)

## Coordenadas
1. ↑  em posição 39° 48' N 14° 22' O